# Flugplatz Anse-Rouge

i7
i11
i13
Der Flugplatz Anse-Rouge (französisch Aéroport Anse-Rouge, Haitianisch-Kreolisch Ayewopò Ans Wouj, LID: HT-0005) liegt bei Anse-Rouge im Département Artibonite im Nordwesten Haitis.

## Beschreibung
Der Flugplatz Anse-Rouge wurde zwischen Juni 2000 und September 2003 angelegt.
Er liegt mit seiner 590 Meter langen Piste nordwestlich der Stadt an der Route Départemental RD-102. Die Sandpiste ist nicht klar gekennzeichnet, nicht eingefriedet und kann unkontrolliert gekreuzt werden.
Es bestehen keine regelmäßigen Linienverkehre. Der Flugplatz wird nur von Chartermaschinen genutzt. Der Flugplatz verfügt über keinerlei zusätzliche Einrichtungen und besteht lediglich aus der unbefestigten Piste.